# SQ3R
SQ3R ou SQRRR é um método de leitura que pretende ser mais eficiente que a leitura tradicional. Foi apresentado em 1946 por Francis Pleasant Robinson no livro Effective Study (Estudo Eficaz). O nome do método é um acrônimo das palavras em inglês: Survey (pesquisar), Question (questionar), Read (leitura), Recite (recitar) e Review (revisar). Dessa forma, o método é aplicado em cinco etapas:  
1. Pesquisar (Survey)
Ler a introdução do capítulo, os títulos das seções ou divisões do capítulo, as figuras e legendas. Ao final do capítulo checar, se disponíveis, questões, palavras-chave e resumos. Nesta fase é importante captar as principais ideias para formulação de questões, na fase seguinte.
2. Questionar (Question)
Formular questões baseadas no conteúdo assimilado na primeira etapa. Exemplos:
  - Do que se trata o capítulo?
  - Qual o problema ou questão o texto procura resolver?
  - Qual a utilidade da informação?
3. Leitura (Read)
Efetuar a leitura do texto, com foco nas respostas para as questões levantadas anteriormente.
4. Recitar (Recite)
O leitor deve tentar transmitir a informação baseado no seu entendimento do texto, de forma oral ou escrita. Formular questões e tentar respondê-las. Nessa fase é possível utilizar recursos como mapas mentais, resumos ou frases que resumam o assunto.
5. Revisar (Review)
Revisar o estudo utilizando o material desenvolvido durante a aplicação do método.